# Dimitar Talev
Dimitar Talev Palislamov (bugarski: Димитър Талев Палисламов), (Prilep, 1. rujna 1898. – Sofija, 20. listopada 1966.), poznati je bugarski pisac i novinar, slavljen zbog svojih prikaza života Bugara u Makedoniji.

## Životopis
Dimitar Talev rođen je 1. rujna 1898. u gradu Prilep, tada u Osmanskom carstvu, danas Sjeverna Makedonija. Završio srednju školu u Bitolu,  a potom odlazi na studiji u Zagrebu, Beču i Sofiji. Radi kao dugogodišnji suradnik i član uredništva lista "Makedonija" u Sofiji. 1930-1931. je glavni urednik ovog lista.
Poslije 1944. Dimitar Talev je podvrgnut represije od strane komunističkih vlasti zbog zaštite prava makedonskih Bugara. Kasnije je rehabilitiran i dobiva priliku da objavi neke iz najpoznatih svih djela.

## Djela
- Teške godine (1928. – 1930.)
- Željezni fenjer (1952.)
- Ilinden (1953.)
- Kiprovec se pobunio (1954.)
- Prespanski zvona (1954.)
- Samuilo (1958. – 1960.)
- Hilendarski monah (1962.)
- Čujem vaši glasovi (1966.)

## Vanjske poveznice
- Željezni fenjer na bugarskom)
- Celebration of anniversaries with which UNESCO was associated since 1996